# Kwame Kilpatrick
Kwame Kilpatrick (Detroit, 8 giugno 1970) è un politico statunitense, sindaco di Detroit dal 2002 al 2008.
Il suo mandato è stato tormentato da numerosi scandali e da dilaganti accuse di corruzione, che alla fine hanno costretto Kilpatrick a dimettersi dopo essere stato accusato di dieci accuse criminali, tra cui falsa testimonianza, e intralcio alla giustizia. Kilpatrick è stato condannato a quattro mesi di prigione dopo essersi proclamato colpevole per ridurre le accuse, ma con il premio di buona condotta concesso ai prigionieri delle prigioni delle contee in Michigan, fu rilasciato in libertà vigilata dopo aver trascorso solo 99 giorni in cella.
Il 25 maggio 2010 fu condannato da 18 mesi a 5 anni di prigione per aver violato la libertà vigilata e fu mandato all'Oaks Correctional Facility nel nord-ovest del Michigan. Tuttora è sotto processo, a seguito di un rinvio al giudizio per altre accuse di corruzione, in quello che un pubblico ministero federale ha chiamato "un modello di estorsioni, bustarelle e frode" perpetrato da alcuni tra i più illustri funzionari pubblici di Detroit. Nel 2005, la rivista TIME ha nominato Kilpatrick uno dei peggiori sindaci d'America.

## Biografia

### Primi anni, istruzione e famiglia
Kilpatrick frequentò la Cass Technical High School di Detroit e si laureò in scienze politiche all'Università A&M della Florida (dove era membro della fratellanza Alpha Phi Alpha, nel 1992. Nel 1999 conseguì un dottorato in legge all'ex Detroit College of Law (oggi Michigan State University College of Law). Anche il fratello di Kwame, Tim, frequentò l'Università A&M.
Sua madre è l'ex deputata Carolyn Cheeks Kilpatrick. Durante la campagna per la sua rielezione, nel 2010, le furono rivolte molte domande riguardo alle vicende giudiziarie del figlio Kwame. Il canale Michigan Live riferì che la sua sconfitta alle elezioni potrebbe essere in parte attribuita agli scandali del figlio Kwame. Il padre di Kwame, Bernard Kilpatrick, attualmente lavora per un'impresa di consulenze, la Maestro Associates, di Detroit.

### Carriera politica

#### Primo mandato da sindaco
Nel 2001, Kilpatrick divenne il più giovane sindaco di Detroit, venendo eletto a 31 anni. Nel suo discorso inaugurale del 2002, Kilpatrick disse:
Fu criticato per aver usato dei fondi cittadini per affittare una macchina ad uso della sua famiglia e per aver usato la carta di credito emessa dalla città per addebitare migliaia di dollari di massaggi nelle spa, cene stravaganti, e vini costosi. Kilpatrick ripagò di tasca propria 9.000 dollari sui 210.000 addebitati, il che equivale a meno del 5% del totale.
Durante il suo primo mandato chiuse il secolare zoo di Belle Isle e l'acquario. Il consiglio comunale scavalcò il veto per il finanziamento dello zoo, dandogli un budget di 700.000 dollari. Durante le elezioni del 2005, l'88% degli elettori di Detroit approvò la riapertura dell'acquario; tuttavia questa votazione non era vincolante, e l'acquario restò chiuso.

### La rielezione del 2005
Nel maggio 2005, il Detroit Free Press riferì che nei primi 31 mesi del suo mandato, Kilpatrick aveva addebitato più di 210000 $ sulla sua carta di credito emessa dalla città per viaggi, pasti, e divertimenti. Durante una manifestazione elettorale nel 2005, il padre di Kwame, Bernard, spiegò ostinatamente che il presunto party tenuto alla Manoogian Mansion, la residenza ufficiale del sindaco di Detroit, era in realtà una bugia e riferì che era "una bugia" come quella che gli Ebrei avessero causato i problemi della Germania degli anni Trenta e che aveva causato l'Olocausto in Europa.
Bernard più tardi si scusò pubblicamente. Nell'ottobre dello stesso anno, un gruppo esterno che sosteneva Kilpatrick chiamato "Cittadini per un governo onesto" causò delle controversie con una pubblicità che comparava le critiche dei media rivolte a lui ai gruppi del linciaggio. Kilpatrick e l'avversario, Freman Hendrix, entrambi democratici, inizialmente sostennero di aver vinto, ma più voti venivano contati, più diventava chiaro che Kilpatrick aveva terminato il suo periodo di impopolarità e aveva vinto le elezioni per la seconda volta.
Solo tre mesi prima delle elezioni, la maggioranza dei commentatori aveva dichiarato che la sua carriera politica era finita dopo che era stato il primo sindaco in carica di Detroit a risultare secondo nelle primarie. I sondaggi di opinione prima delle elezioni predicevano una larga vittoria per Hendrix; tuttavia, Kilpatrick vinse col 53% dei voti. La rielezione di Kilpatrick causò molte controversie, con i lavoratori delle case di riposo che sostenevano che dei membri del comitato elettorale di Kilpatrick fossero entrati negli ospizi per "aiutare" degli anziani con il morbo di Alzheimer a "completare" i loro voti.

### Secondo mandato
A Kilpatrick fu diagnosticata una diverticolite e fu ricoverato a Houston nel luglio 2006. Il suo medico personale indicò che le condizioni di Kilpatrick potevano essere state causate da una dieta dimagrante iperproteica. Il consiglio comunale di Detroit votò all'unanimità l'approvazione del piano delle tasse proposto da Kilpatrick, che secondo le sue aspettative, avrebbe fornito soccorso ai proprietari delle case di Detroit contro le alte tasse sulla proprietà. I tagli andavano dal 18 al 35%, a seconda del valore della proprietà.

### Risultati elettorali
- Elezioni comunali 2005 (Detroit)
  - Kwame Kilpatrick (D) (in carica), 53%
  - Freman Hendrix (D), 47%
- Elezioni comunali 2005 (Detroit) (Primarie)
  - Freman Hendrix (D), 45%
  - Kwame Kilpatrick (D) (in carica), 34%
  - Sharon McPhail (D), 12%
  - Hansen Clarke (D), 8%
- Elezioni comunali 2001 (Detroit)
  - Kwame Kilpatrick (D), 54%
  - Gil Hill (D), 46%